# ハートヤイ駅
ハートヤイ駅（ハートヤイえき、タイ語สถานีรถไฟชุมทางหาดใหญ่）は、タイ王国南部ソンクラー県ハートヤイ郡にある、タイ国有鉄道南本線の駅である。ハジャイ駅と表記されることも多い。

## 概要
1914年、タイ国鉄南本線の一部区間ソンクラー - カンタン間の開通によりハートヤイ地区を経由する鉄道が建設され、その後、南方への鉄道分岐点の整備・ハートヤイ市街地の建設に伴い、1924年に当駅が開業（建設の経緯についてはハートヤイ郡及び謝枢泗を参照）。
南本線は当駅で、半島東海岸沿いにヤラー県、ナラティワート県を貫いてス・ンガイ・コーロックへ向かう本線と、マレー半島西岸側へ通じ、パダン・ブサールでマレー鉄道ケダ線に接続する支線（ハートヤイ＝パダンブサール線）が分岐する。タイ～マレーシア間の国境を跨いで運行される3つの国際列車、すなわちバンコクとマレーシアプルリス州にあるパダン・ブサール駅を結ぶ寝台特急第45，46列車（タイ国鉄による運行）、同じくパダン・ブサール駅を結ぶ短距離列車第947，948，949，950列車（タイ国鉄による運行）。かつてはソンクラーへの支線も当駅から分岐していたが、同支線は自動車との競合による利用客の激減のため1979年に廃止となった。
バンコク方面への長距離直通列車やマレー鉄道への直通列車（上述）の他、南部地域各線のローカル普通列車も運行されており、1日28本の列車が発着する。長距離列車はこの駅で編成の分割・併合を行うものも多い。当駅は南本線南部の運行拠点として機能しており、駅構内に隣接して大規模な機関区・客車区が設けられている。

## 歴史
タイ国有鉄道南本線の本格的な工事は北側1カ所（ペッチャブリー駅）、南側2カ所（ソンクラー駅、カンタン駅）の3カ所より開始された。当駅はソンクラー駅側からの第一期工事により1913年1月1日に開業した。開業当時の駅名はウータパオ駅であったが1924年に現在の地に移動後ハートヤイ駅となった。
- 1913年1月1日 【開業】パッタルン駅 - ソンクラー駅 (26.68km)
- 1917年4月1日 【開業】ウタパオ分岐駅 - クローンサイ駅 (100.27km)

## 駅構造
単式及び島式2面の複合型ホーム2面3線をもつ地上駅であり、駅舎はホームに面している。

## 駅周辺
- タイ国政府観光庁ハートヤイ事務所
- タイ王国観光警察（ツーリストポリス）分駐所
- ロビンソン（スーパーマーケット） (100m)
- ハートヤイ国際空港 (15km)

### 蒸気機関車
- 当駅駅前に、退役した蒸気機関車244号機（1928年Baldwin製、製造番号60410[3]）が静態保存されている。